# Bert Bommels
Bert Christiaan Bommels (Amsterdam 12 januari 1939 – Amstelveen, 21 februari 2024) was een Nederlands journalist.
Hij was zoon van Elisabeth Christina Susanna Veerkamp en haringverkoper en alcoholist Hendrik Bommels, wonende aan de Westerstraat. Hijzelf was getrouwd met Coby; het echtpaar bracht twee adoptiekinderen groot en een eigen dochter.
Zijn ouders scheidden in 1943 toen hij nog jong was; hij vertrok met zijn moeder naar Amsterdam-Oost. Na de lagere school mocht hij als eerste van de familie naar de Hogereburgerschool en maakte aldaar zijn eerste krantje (Elck Wat Wils). Hij werkte er samen met Martin van Amerongen; het voorwoord kwam van Simon Carmiggelt. Hij solliciteerde bij Het Parool, werd afgewezen, maar ging verder bij De Noord-Amsterdammer (hij woonde jarenlang in dat stadsdeel), nadat ook buurtbladen van hem hadden geprofiteerd. Bommels kwam uiteindelijk via het Nieuw Utrechts Dagblad in 1963 toch bij Het Parool terecht en vanaf 1985 bij Elsevier.
Bommels grootste fascinatie lag in de misdaad. Zo doorgrondde hij de werksituaties en organisatie bij de Amsterdamse politie als ook over de Ontvoering van Freddy Heineken. Hij schreef er twee boekwerken over: Het blauwe leger (1981) en De politie in Nederland (2003). Hij schreef voor beide bladen over van alles en nog wat, rampen, sociale ongelijkheid, etc.
Na het overlijden van een pleegzoon (2015) en zijn echtgenote (circa 2022) kreeg Bommels het moeilijk om zelfstandig te leven; hij werd opgenomen in een ouderenkliniek in Amstelveen. Hij overleed op 85-jarige leeftijd aan hartfalen.
- International Standard Name Identifier: 0000 0000 2359 4762
- Library of Congress Control Number: n82063023
- Nederlandse Thesaurus van Auteursnamen: 068626320
- Système universitaire de documentation: 24316047X
- Virtual International Authority File: 189926501